# Karangrejo (Kampak)
Karangrejo is een bestuurslaag in het regentschap Trenggalek van de provincie Oost-Java, Indonesië. Karangrejo telt 7583 inwoners (volkstelling 2010).